# Moviepilot
Moviepilot ist eine deutschsprachige Filmempfehlungs-Community, die auf dem Prinzip des kollaborativen Filterns basiert und die Nutzern auf Basis ihrer Bewertungen von Kino- und Fernsehfilmen weitere Filme empfiehlt, die ihrem Geschmack entsprechen.

## Funktionsweise
Zur Berechnung der Filmempfehlungen hat Moviepilot gemeinsam mit der Humboldt-Universität zu Berlin einen Algorithmus entwickelt, der die Filmbewertungen aller Nutzer miteinander vergleicht und auf geschmackliche Übereinstimmungen hin überprüft. Sobald ein Nutzer einige Filme auf einer Skala von 0 bis 10 bewertet hat, werden ihm Filme empfohlen, die ihm vermutlich ebenfalls gefallen werden. Bei diesen Film-Tipps handelt es sich um Filme, die ein Nutzer selbst noch nicht gesehen bzw. bewertet hat, die jedoch von anderen Nutzern mit einem ähnlichen Filmgeschmack positiv bewertet und somit als empfehlenswert eingestuft wurden. Ähnlich wie Last.fm im Bereich der Musik handelt es sich bei Moviepilot somit um einen Empfehlungsdienst, der auf Basis von sozialer Software funktioniert, personalisierte Empfehlungen liefert und zudem den Vergleich des eigenen Geschmacks mit dem von anderen Nutzern erlaubt.
Über den Empfehlungsdienst und Filmbewertungen hinaus bietet das Filmportal ein individualisierbares Kino-, DVD- und Fernsehprogramm und bildet ein breites Medienecho zu aktuellen Filmen ab. Moviepilot unterhält eine eigene Filmnachrichten-Redaktion und bietet Zugang zu Filmtrailern und Filmkritiken.

## Geschichte
Moviepilot wurde als Kooperation zwischen der Filmverleih- und Filmproduktionsfirma jetfilm GmbH und der Softwarefirma Das Büro am Draht GmbH Ende 2006 gegründet. Im Februar 2007 nahm die Website im Rahmen der Berlinale ihren Betrieb auf. Business Angels wie Stefan Glänzer (Last.fm), Riccardo Zacconi (king.com) und Kai Bolik (GameDuell) unterstützen das Unternehmen.
T-Online implementierte am 31. August 2007 Moviepilot zusammen mit vier weiteren Web-2.0-Diensten in sein Portal. Für Moviepilot war dies die erste größere Kooperation dieser Art. Unter dem Namen Meine Filmwelt war Moviepilot bis 2011 im Unterhaltungsbereich des T-Online-Portals zu finden.
Außerdem besitzt Moviepilot seit dem 5. September 2007 einen eigenen Kanal auf der Videoplattform YouTube. Hier werden in unregelmäßigen Abständen Informations- und Unterhaltungsvideos zur Arbeit einiger Redakteure veröffentlicht.
Seit 2008 fungiert Moviepilot als Kooperationspartner des Verbandes der deutschen Filmkritik bei der Verleihung des Preises der deutschen Filmkritik.
2010 wurde die „Moviepilot-App“ für Apple-Devices veröffentlicht, später folgte die Android-Version. Beide wurden wieder vom Markt genommen, 2013 gab es einen Relaunch und eine Umbenennung in „moviepilot Home“. Die App hat den Fokus auf Verfügbarkeiten von Filmen und Serien bei diversen Streaming-Anbieter. Sie ist aktuell nicht mehr in den Stores verfügbar, läuft aber weiterhin auf bereits installierten Geräten.
Im Herbst 2012 gab Moviepilot den Start ihrer inzwischen eingestellten englischsprachigen Website Moviepilot.com bekannt, welche sich vor allem auf kommende Filmprojekte konzentrierte.
Am 25. Juni 2014 wurde Moviepilot für 15 Millionen Euro an das französische Medienunternehmen Webedia verkauft. Der englischsprachige Ableger Moviepilot.com war vom Verkauf nicht betroffen und blieb als unabhängiges Unternehmen bestehen.
Am 30. Oktober 2015 startete Gamespilot, das sich Computerspielen widmete und ähnlich wie Moviepilot auf Basis der von Nutzern abgegebenen Bewertungen weitere Spiele empfahl. Die Website wurde Ende November 2016 mit GamePro verschmolzen.
Seit September 2021 starten auf allen Film- und Serienseiten Trailer automatisch, auch auf mobilen Endgeräten.

## Webpräsenz
Monatlich wird Moviepilot mehr als 10 Millionen Mal besucht (Stand Mitte 2014). Damit ist Moviepilot das größte Filmportal Deutschlands. Das Portal umfasst über 22 Mio. Filmbewertungen, 600.000 Kurzkritiken und Informationen zu 75.000 Filmen.
Neben seiner Webpräsenz vereint Moviepilot auch eine Community von insgesamt zwei Millionen Fans auf Facebook.
Ebenfalls werden auf YouTube drei Kanäle betrieben. Auf den Kanälen Moviepilot Trailer (über 800.000 Abonnenten) und Series Trailer MP (über 350.000 Abonnenten) werden die aktuellen Trailer im jeweiligen Bereich hochgeladen. Der Kanal Moviepilot (über 370.000 Abonnenten) beschäftigt sich hauptsächlich mit den Themen Film und Fernsehen in Form von Faktenvideos, Traileranalysen und Toplisten. Von 2012 bis 2016 führten die Webvideoproduzenten Oliver Lysiak und Manniac die erfolgreichen Formate SCREEN! und Faktenflut auf den Kanal. Am 12. November 2016 verließen die beiden jedoch Moviepilot und führen seitdem einen eigenen Kanal namens FLIPPS. Nachfolgend wurde der Kanal umstrukturiert und die Formate SCREEN! und Faktenflut wurden eingestellt. Der Webvideoproduzent Tommaso Crogliano, der davor schon die Gaming News in SCREEN! moderierte und allgemein für die Arbeit hinter der Kamera verantwortlich war, leitete den Kanal bis August 2017. Bis Juli 2024 wurde der Kanal von Yves Arievich geführt. Seitdem teilen sich Beatrice Osuji und Hardy Zaubitzer die Moderation.